# Автошлях E842
Європейський маршрут E842 — європейський автомобільний маршрут категорії Б, що проходить по території Італії і з'єднує міста Неаполь і Каноза-ді-Пулья.

## Маршрут
Весь шлях проходить через такі міста:
- Італія
  - E45 Неаполь
  - E841 Авелліно
  - E55 Каноза-ді-Пулья